# Diguru, Chintamani
Diguru là một làng thuộc tehsil Chintamani, huyện Kolar, bang Karnataka, Ấn Độ.